# 禾叶景天
禾叶景天（学名：Sedum grammophyllum）为景天科景天属下的一个种。

## 扩展阅读
- 維基物種上的相關：禾叶景天